# Campeonato Europeo de Halterofilia de 1961
El XLI Campeonato Europeo de Halterofilia se celebró en Viena (Austria) entre el 20 y el 22 de septiembre de 1961 bajo la organización de la Federación Europea de Halterofilia (EWF) y la Federación Austríaca de Halterofilia.
El evento fue realizado en el XXXVI Campeonato Mundial de Halterofilia. Los tres mejores halterófilos europeos de cada categoría recibieron las correspondientes medallas.

## Medallistas
| Evento  | Oro                                    | Plata                            | Bronce                               |
| ------- | -------------------------------------- | -------------------------------- | ------------------------------------ |
| 56 kg   | Vladimir Stogov URSS 345,0             | Imre Földi · Hungría · 345,0     | Renzo Grandi · Italia · 315,0        |
| 60 kg   | Sebastiano Mannironi · Italia · 357,5  | Yevgueni Minayev URSS 357,5      | Elemér Szabó · Hungría · 345,0       |
| 67,5 kg | Waldemar Baszanowski · Polonia · 402,5 | Serguei Lopatin URSS 400,0       | Marian Zieliński · Polonia · 395,0   |
| 75 kg   | Alexandr Kurynov URSS 435,0            | Győző Veres · Hungría · 420,0    | Marcel Paterni Francia 405,0         |
| 82,5 kg | Rudolf Pliukfelder URSS 450,0          | Géza Tóth · Hungría · 432,5      | Jouni Kailajärvi · Finlandia · 430,0 |
| 90 kg   | Ireneusz Paliński · Polonia · 475,0    | Louis Martin Reino Unido 462,5   | Arkadi Vorobiov URSS 437,5           |
| +90 kg  | Yuri Vlasov URSS 525,0                 | Eino Mäkinen · Finlandia · 462,5 | Károly Ecser · Hungría · 455,0       |

1. 1 2 3  Fuerza (kg) + arrancada (kg) + dos tiempos (kg) = TOTAL (kg)

## Medallero
| Núm. | País        | Oro | Plata | Bronce | Total |
| ---- | ----------- | --- | ----- | ------ | ----- |
| 1    | URSS        | 4   | 2     | 1      | 7     |
| 2    | Polonia     | 2   | 0     | 1      | 3     |
| 3    | Italia      | 1   | 0     | 1      | 2     |
| 4    | Hungría     | 0   | 3     | 2      | 5     |
| 5    | Finlandia   | 0   | 1     | 1      | 2     |
| 6    | Reino Unido | 0   | 1     | 0      | 1     |
| 7    | Francia     | 0   | 0     | 1      | 1     |
|      | TOTAL       | 7   | 7     | 7      | 21    |